# Appell an die serbische Nation
Der Appell an die serbische Nation (serbisch Апел српском народу Apel srpskom narodu) aus dem Jahr 1941 war der öffentliche Aufruf von 546 prominenten kirchlichen, intellektuellen und politischen Vertretern Serbiens an alle sogenannten „wahren Patrioten“ zum Kampf gegen die kommunistische Widerstandsbewegung und zur „Ordnung und Gehorsamkeit“ gegenüber der serbischen Regierung, die mit den deutschen Besatzern kollaborierte. Der Appell verurteilte jede Aktion gegen die deutschen Besatzer und besonders jede bewaffnete Aktion der Volksbefreiungsbewegung im Militärverwaltungsgebiet Serbien.
Als sichtbare Distanzierung des serbischen Bürgertums war der Appell ein wichtiger Erfolg für die deutsche Besatzungsmacht zur Stabilisierung der Lage in Serbien, das von einer als kommunistisch angesehenen Aufstandsbewegung erfasst war.
Als Konsequenz konnte sich einige Tage nach Veröffentlichung des Appells eine neue serbische sogenannte „Regierung der nationalen Rettung“ etablieren, die mit den deutschen Besatzern kollaborierte. Auf Drängen bekannter serbischer Persönlichkeiten übernahm General Milan Nedić das Amt des Ministerpräsidenten.

## Hintergrund
Nach dem Balkanfeldzug der deutschen Wehrmacht und der Zerschlagung des Königreichs Jugoslawiens stand Serbien unter deutscher Militärverwaltung. Vor allem die Kommunistische Partei unter Josip Broz Tito leistete Widerstand gegen die deutsche Besatzung und verübte Anschläge, die von der Besatzungsmacht auch mit der Tötung von Zivilisten beantwortet wurde. Der Appell war ein Versuch, die serbische Bevölkerung von der Sinnlosigkeit und Gefahr des Widerstands gegen die deutsche Besatzung zu überzeugen und zur Kollaboration zu bewegen.

## Text
Der Text des Appells wurde von der kommissarischen serbischen Kollaborationsregierung angefertigt, und wichtige serbische Persönlichkeiten wurden zur Unterzeichnung aufgefordert. Wer nicht unterschrieb, wurde als Regimegegner angesehen und behandelt. Der Diplomat und Schriftsteller Ivo Andrić, der Schriftsteller Isidora Sekulić, die Professoren Bogdan Popović Nikola Vulić und Miloš Đurić sowie der Maler Sreten Stojanović weigerten sich, den Appell zu unterzeichnen.
Der Text mit den 546 Namen der Unterzeichner wurde am 13. und 14. August 1941 in der Belgrader Zeitung Novo vreme (Neue Zeit) veröffentlicht.

## Unterzeichner
Zu den Unterzeichnern des Appells gehörten drei Bischöfe und vier Archimandriten der serbisch-orthodoxen Kirche, 81 Professoren der Universität Belgrad einschließlich des Rektors, ehemalige Abgeordnete und Regierungsmitglieder (z. B. Ratko Parežanin, Dimitrije Ljotić), Armeegeneräle, Industrielle, Freiberufler und andere.